# ألكسندر زيفكوفيتش
ألكسندر زيفكوفيتش (25 ديسمبر 1912 بأوراسيي في البوسنة والهرسك - 25 فبراير 2000 بزغرب في كرواتيا) هو لاعب كرة قدم (وحمل سابقاً جنسية يوغوسلافيا) في مركز الهجوم. شارك مع منتخب كرواتيا لكرة القدم ومنتخب يوغوسلافيا لكرة القدم. أما مع النوادي، فقد لعب مع باريس تشارينتون وراسينغ كولومب ونادي سوشو ونادي غراسهوبر زيوريخ وHŠK Građanski Zagreb ‏ وHŠK Concordia ‏.

## وصلات خارجية
- ألكسندر زيفكوفيتش على موقع قاعدة بيانات كرة القدم.إي يو (الإنجليزية)
- ألكسندر زيفكوفيتش على موقع ناشيونال فوتبول تيمز (الإنجليزية)
- ألكسندر زيفكوفيتش على موقع عالم كرة القدم.نت (الإنجليزية)